# Fight Fire with Fire (The Prodigy)
Fight Fire with Fire è un singolo del gruppo musicale britannico The Prodigy, pubblicato l'11 ottobre 2018 come terzo estratto dal settimo album in studio No Tourists.

## Descrizione
Quinta traccia dell'album, si tratta del primo brano composto per l'album e ha visto la partecipazione vocale del duo musicale hip hop statunitense Ho99o9, i quali, secondo il frontman Liam Howlett, erano i più adatti per questa collaborazione.

## Tracce
Testi e musiche di Liam Howlett, Jean LeBrun e Lawrence Eaddy, eccetto dove indicato.
Download digitale
1. Fight Fire with Fire (featuring Ho99o9) – 3:28

7" – Fight Fire with Fire/Champions of London
- Lato A

1. Fight Fire with Fire (featuring Ho99o9) – 3:28

- Lato B

1. Fight Fire with Fire (Instrumental) – 3:28

- Lato C

1. Champions of London – 4:49 (Liam Howlett, Keef Flint, Maxim)

- Lato D

1. Champions of London (Instrumental) – 4:49 (Liam Howlett, Keef Flint, Maxim)

## Formazione
- Liam Howlett – sintetizzatore, programmazione, produzione, missaggio
- Ho99o9 – voci
- Olly Burden – chitarra, coproduzione
- Prash "Engine-Earz" Mistry – mastering